# Wz. 31 (шолом)

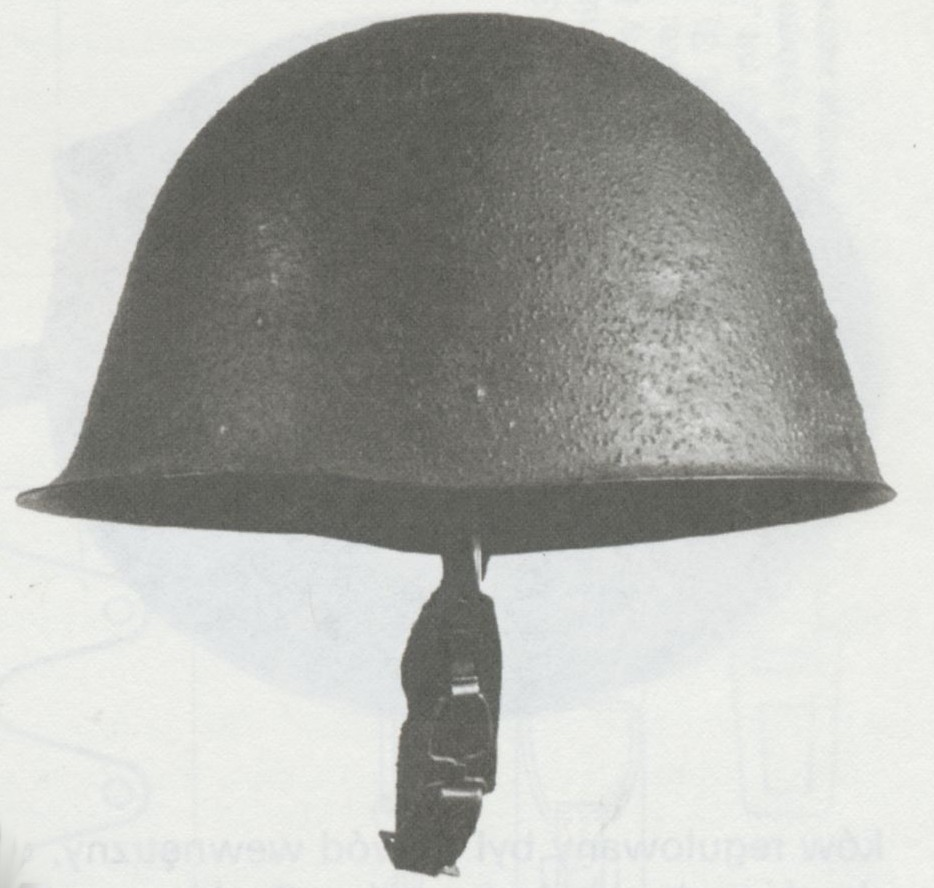
Шолом Wz. 31

Wz. 31 — польський військовий шолом часів Другої Світової війни.

## Історія створення
Після закінчення Першої Світової війни на озброєнні польської армії знаходилась велика кількість шоломів різних країн — від німецьких Stahlhelm до французьких Адріан. Тому у 1919 почалась розробка місцевого зразка.
Першими цим займалися інженери інституту IBMU у Варшаві (провідний інженер — Леонард Краузе). Однак досвіду таких робіт не було, тому військові звернулись за кордон. Після консультацій була знайдена шведська фірма Eskilstuna Stal Pressing AB, яка розробила конструкцію військового шолома та продала ліцензію на виробництво.
Перша партія з 120 шоломів надійшла на озброєння Центра підготовки піхоти в вересні 1932 року. Всього за 7 років було виготовлено 320 тисяч. Однак серійне виробництво не покривало потреб отмобілізованої армії воєнного часу, тому деякі мотопіхотні частини почали війну у старих німецьких та французьких шоломах.
На момент закінчення війни на складах заводу було дуже багато заготовок для шоломів, які вже не могли поставлені до армії (стандартним став радянський шолом СШ-39). Однако після деяких маніпуляцій шоломи поставили до військових навчальних закладів.

## Варіанти

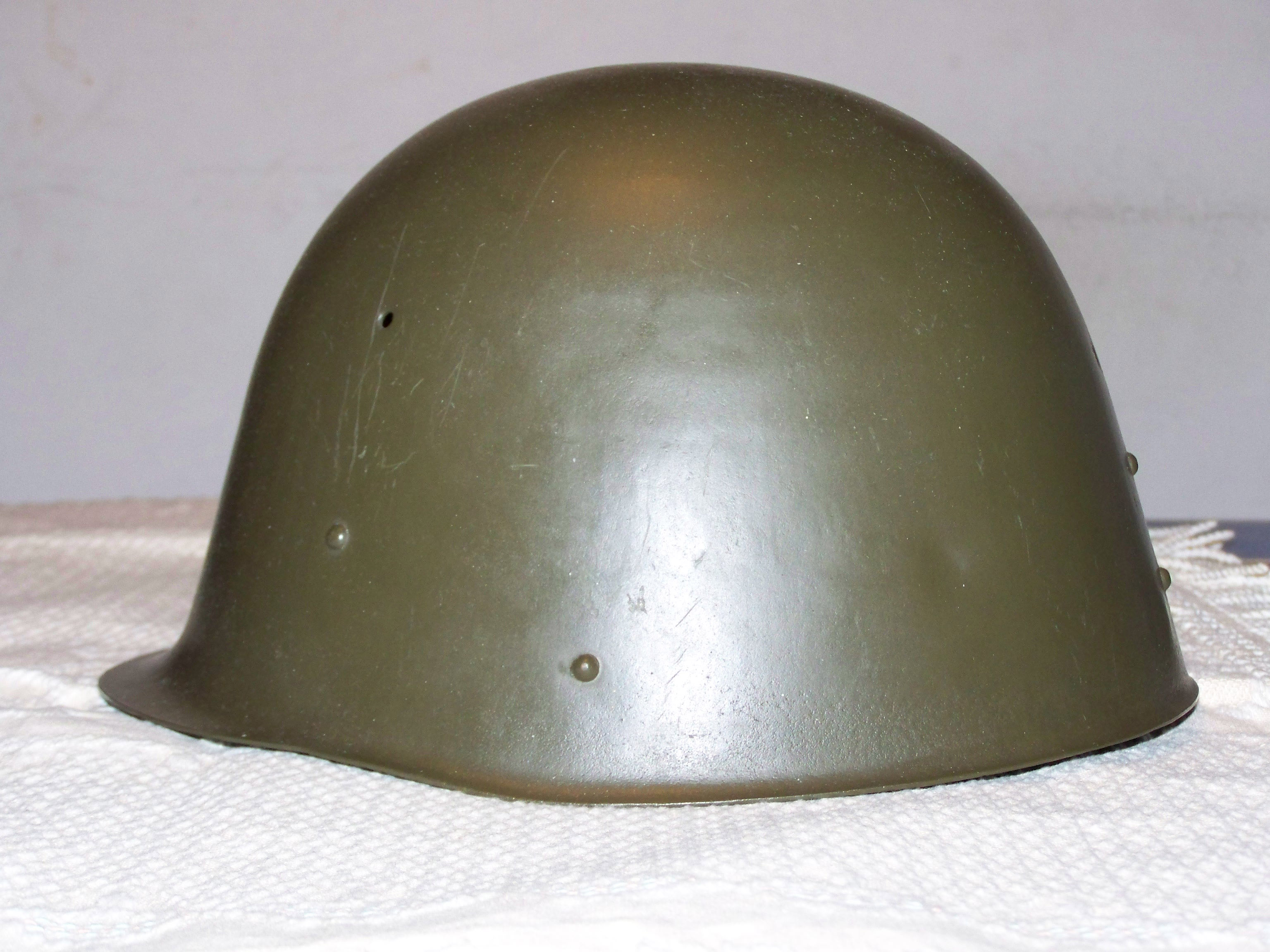
Шолом Wz. 31/50

- експортний. Шолом поставлявся до Іспанії та Персії. Відрізнявся тільки кольором — замість польського хакі — чорний.
- wz. 31/50. Післявоєнний варіант з «нутрянкою» від німецького M1935.